# L'angelo custode (Ricchi)
L'angelo custode è dipinto a olio su tela realizzato dal pittore lucchese Pietro Ricchi, databile al 1653, su presunta commissione di Giovanni Bianchini, parroco della chiesa di San Zeno in Oratorio di Verona. Raffigura un angelo custode che protegge con lo scudo un bambino dagli strali di Gesù. È conservato al MAG di Riva del Garda.

## Storia

### Attestazioni
La tela è stata descritta da Bartolomeo Dal Pozzo nel 1718:
(Dal Pozzo, p. 269)
A partire da Lanceni nel 1720 è citato periodicamente un dipinto dell'«Angelo custode» di Pietro Ricchi nella chiesa di San Zeno in Oratorio di Verona, senza ulteriori precisazioni. Ciò fa supporre che sia sempre rimasto nella sede originaria. Corrisponde, pare inequivocabilmente, a quello comparso anonimo, come scuola lombarda del XVII secolo, a una vendita d'asta di Sotheby's a New York nel 1990 (lotto n. 125).
Nel 1996, dopo la mostra dedicata a Pietro Ricchi, è stato acquisito dal MAG di Riva del Garda, dove è attualmente conservato.

### Commissione e datazione
In base ad alcuni documenti rintracciati da Marina Contaldo Repetto sulle "disinvolte attività economiche di prestito" di Giovanni Bianchini, quest'ultimo — parroco della chiesa di San Zeno in Oratorio dal 1622 al 1674 — è il probabile committente del dipinto. Nel 1649, infatti, destina una somma di denaro per dotare l'altare della chiesa veronese, fatto erigere da lui stesso, di una pala d'altare con l'angelo custode. L'ammontare della somma, considerevole per i tempi, è precisato nel testamento di Bianchini, del 1674: 1000 ducati.
L'altare, affidato alla Compagnia dell'Angelo custode, fu consacrato il 27 settembre 1653, come riporta una nota del cancelliere Cozza in occasione della visita pastorale del vescovo Francesco Barbarigo alla chiesa nel 1702. La pala, all'epoca, doveva già essere già essere decorata dal dipinto, il che fa presumere il 1653 come la data più logica della realizzazione di quest'ultimo. Nel 1655, il vescovo Sebastiano Pisani parlò dell'altare marmoreo che, nel secolo successivo, "risulta sempre fornito di pala".

## Descrizione e stile
La scena è costruita per diagonali, con al centro la figura gigantesca dell'angelo, chinato in avanti, che afferra dietro la schiena il bambin di cui è custode col braccio destro. Col sinistro tiene sospeso, quasi orizzontalmente, lo scudo, di cui sono visibili solo il bordo e il lato inferiore, con le due corregge di cuoio nelle quali ha infilato il braccio. In questo modo ripara se stesso e il bambino da Gesù, intento a scagliare dei fulmini ("Cristo saettante") su una nuvola, che ne nasconde la parte inferiore del corpo. Il bambino, quasi voltato di spalle, col volto raffigurato di profilo, sembra aver corso verso l'angelo per rifugiarsi nel suo abbraccio. La tela, dipinta a olio su una pala d'altare, misura 187 centimetri di altezza e 116 centimetri di larghezza. 
Nella tavolozza, «luminosa ed estremamente raffinata», prevalgono i toni chiari del rosa, del giallo, dell'arancione e dei grigi. Tale scelta si discosta dallo stile tenebroso tipici di una parte della produzione di Ricchi e quasi anticipa «un Settecento di colori delicatissimi, aggraziato e "francese"». L'uso del grigio chiaro, in particolare, ricorda Guido Reni, riconoscibile come modello anche e specialmente nell'incrocio delle gambe delle due figure maggiori.

### IlCristo saettante
L'iconografia del Cristo saettante fulmini è rara. In essa, Gesù sostituisce l'usuale figura di Zeus o Giove, mostrandosi più che severo in una combinazione sconcertante di sentimento religioso popolare e ingenuo e pittura aristocratica raffinata. Solitamente, nell'immaginario cristiano è il demonio a costituire una minaccia da cui esseri difesi dall'angelo custode, non un Gesù furioso la cui ira spinge l'angelo a fare da scudo.
Il Cristo saettante è attestato soprattutto in territorio veneto nel Seicento ed è desunto da una visione di san Domenico in base ai racconti dei suoi biografi.